# Landesfeuerwehrverband Rheinland-Pfalz
Der Landesfeuerwehrverband Rheinland-Pfalz e. V., kurz LFV Rheinland-Pfalz, mit Sitz in Koblenz, ist der Fachverband der rheinland-pfälzischen Feuerwehren. Er vertritt als Spitzenverband die Interessen der 19 Kreisfeuerwehrverbände (KFV), sieben Stadtfeuerwehrverbände (StFV) und den Regionalverband Vorderpfalz sowie die Freiwilligen Feuerwehren, Berufsfeuerwehren (BF) und Werkfeuerwehren (WF) im Deutschen Feuerwehrverband (DFV) mit Sitz in Berlin.
Der Verband und seine Mitglieder sind regelmäßig im rheinland-pfälzischen Landtag, in Gremien, Anhörungen und Ausschüssen in Rheinland-Pfalz präsent, um die Positionen des rheinland-pfälzischen Feuerwehrwesens zu vertreten.

## Geschichte
Der Landesfeuerwehrverband Rheinland-Pfalz wurde vor dem Hintergrund der Bundesländergliederung in der Nachkriegszeit und nach jahrelangen Verhandlungen am 28. Oktober 1962 in Bad Kreuznach gegründet. Der am 27. Juli 1872 in Wiesbaden gegründete Nassauische Feuerwehrverband (NFV) war der Feuerwehrverband, der bis zur Gründung des LFV die rechtsrheinischen Feuerwehren des jetzigen Verbandsgebietes bündelte.
Präsident des rheinland-pfälzischen Landesfeuerwehrverbandes ist seit 20. Oktober 2012 Frank Hachemer.

## Aufgaben
Die Förderung des Brand-, Arbeits-, Katastrophen- und Zivilschutzes wird insbesondere verwirklicht durch die Erfüllung folgender Aufgaben:
- Förderung der Aus- und Fortbildung
- Weiterbildung der Feuerwehrangehörigen sowie Austausch feuerwehrtechnischer Erfahrungen
- Betreuung und Förderung der Mitgliedsverbände und der Jugendarbeit in den Feuerwehren
- Unterstützung und Zusammenarbeit mit den am Brand- und Katastrophenschutz interessierten und dafür verantwortlichen Stellen
- Förderung der Einsatzbereitschaft innerhalb der Feuerwehren und allen im Brand- und Katastrophenschutz tätigen Organisationen
- Mitwirkung bei der Unfallverhütung, Unfallversicherung und anderen sozialen Einrichtungen
- Förderung sozialer Einrichtungen der Feuerwehren, die steuerbegünstigte Zwecke verfolgen
- Öffentlichkeitsarbeit zur Förderung des Feuerwehrgedankens
- Vertretung der Interessen der Feuerwehren
- Soziale Fürsorge für die Feuerwehrangehörigen
- Förderung des Feuerwehrwesens, Brand- und Katastrophenschutzes
- Ehrung und Auszeichnung verdienter Personen, u. a. mit der Ehrennadel des LFV und dem Deutschen Feuerwehr-Ehrenkreuz
- Pflege der Grundsätze der Freiwilligen Feuerwehren
- Förderung der Jugendarbeit in der Feuerwehr
- Zusammenarbeit mit anderen Organisationen

## Organe
Die Organe des Landesfeuerwehrverbands sind:
- Verbandsversammlung
- Landesfeuerwehrausschuss
- Präsidium

## Arbeitsweise
Der Landesfeuerwehrverband Rheinland-Pfalz unterhält in Koblenz eine Geschäftsstelle mit mehreren hauptamtlichen Mitarbeitern.
Die Positionen des LFV Rheinland-Pfalz basieren auf den Ergebnissen der vier Bereiche innerverbandlicher Facharbeit, deren Erkenntnisse sowohl der politische Verbandsarbeit, als auch der Öffentlichkeit zur Verfügung stehen.

## Feuerwehrangehörige
In Rheinland-Pfalz sind in etwa 2.250 Feuerwehren rund 51.000 aktive Feuerwehrangehörige registriert, der Frauenanteil beträgt hierbei 5,9 %. Hinzu kommen etwa 800 Berufsfeuerwehrleute und 500 Werkfeuerwehrleute.

## Jugend- und Kinderfeuerwehr
Wesentliches Instrument der Nachwuchsgewinnung sind die Jugendfeuerwehren und die Kinderfeuerwehren (für Kinder ab 6 Jahre). In den rund 1.100 Jugendfeuerwehren sind 11.500 Jungen und Mädchen in der originären Jugendfeuerwehr aktiv. Interessenvertretung der Jugendfeuerwehren ist die Jugendfeuerwehr Rheinland-Pfalz im Landesfeuerwehrverband Rheinland-Pfalz.